# KK Šiauliai
Der Krepšinio klubo Šiauliai (lit. Šiauliai) ist ein litauischer Basketballverein aus Šiauliai. Er spielt in der Lietuvos krepšinio lyga und in der Baltic Basketball League.

## Geschichte
Der Verein wurde am 22. Juni 1994 gegründet. Bereits in den ersten Jahren seiner Existenz gehörte Šiauliai zu den Top Vereinen in Litauen. Er belegte regelmäßig den dritten oder den vierten Platz in der litauischen Meisterschaft und scheiterte regelmäßig an einem der zwei großen Žalgiris oder Lietuvos rytas spätestens im Halbfinale der nationalen Play-offs.
KK Šiauliai startete 1996 zum ersten Mal in einem europäischen Wettbewerb und zwar im Korać-Cup. Seitdem nahm der Verein regelmäßig an verschiedenen europäischen Pokalwettbewerben teil. Dreimal (2008, 2010, 2011) startete man im ULEB Eurocup als bisher höchstem Wettbewerb, kam jedoch nicht über die Gruppenphase hinaus.
Im April 2014 erreichte der Klub mit dem Gewinn der BBL seinen bis dahin größten Erfolg. 2015 und 2016 wurde dieser Erfolg wiederholt.

### Saisonübersicht
| Saison    | National | Platz | LKL Play-off | Regional           | Platz         | Europa                     |
| --------- | -------- | ----- | ------------ | ------------------ | ------------- | -------------------------- |
| 1995/96   | LKL      | 8     | –            | –                  | –             | Korać-Cup Runde III        |
| 1996/97   | LKL      | 4     | –            | –                  | –             | Korać-Cup Qualifikation    |
| 1997/98   | LKL      | 7     | –            | –                  | –             | Korać-Cup 1/16 Finale      |
| 1998/99   | LKL      | 4     | –            | –                  | –             | –                          |
| 1999/2000 | LKL      | 3     | –            | –                  | –             | Korać-Cup 1/16 Finale      |
| 2000/01   | LKL      | 5     | –            | –                  | –             | NEBL                       |
| 2001/02   | LKL      | 3     | Halbfinale   | –                  | –             | NEBL                       |
| 2002/03   | LKL      | 3     | Halbfinale   | –                  | –             | FIBA Europe Champions Cup  |
| 2003/04   | LKL      | 3     | Halbfinale   | –                  | –             | FIBA Europe Cup            |
| 2004/05   | LKL      | 4     | Halbfinale   | BBL                | Halbfinale    | FIBA Europe Cup            |
| 2005/06   | LKL      | 3     | Halbfinale   | BBL Elite Division | Halbfinale    | FIBA Europe Cup            |
| 2006/07   | LKL      | 4     | Halbfinale   | BBL Elite Division | Halbfinale    | FIBA Europe Cup            |
| 2007/08   | LKL      | 3     | Halbfinale   | BBL Elite Division | 5             | ULEB Cup Gruppenphase      |
| 2008/09   | LKL      | 3     | Halbfinale   | BBL Elite Division | 5             | EuroChallenge Gruppenphase |
| 2009/10   | LKL      | 3     | Halbfinale   | BBL Elite Division | Halbfinale    | ULEB Eurocup Gruppenphase  |
| 2010/11   | LKL      | 4     | –            | BBL Elite Division | 5             | ULEB Eurocup Gruppenphase  |
| 2011/12   | LKL      | 3     | Halbfinale   | BBL Elite Division | Halbfinale    | –                          |
| 2012/13   | LBL      | 6     | –            | BBL                | Viertelfinale | –                          |
| 2013/14   | LBL      | 6     | –            | BBL                | Sieger        | –                          |

## Ehemalige Spieler
- Robertas Javtokas (* 1980)
- Donatas Slanina (* 1977)